# Ludwik Adam Dmuszewski

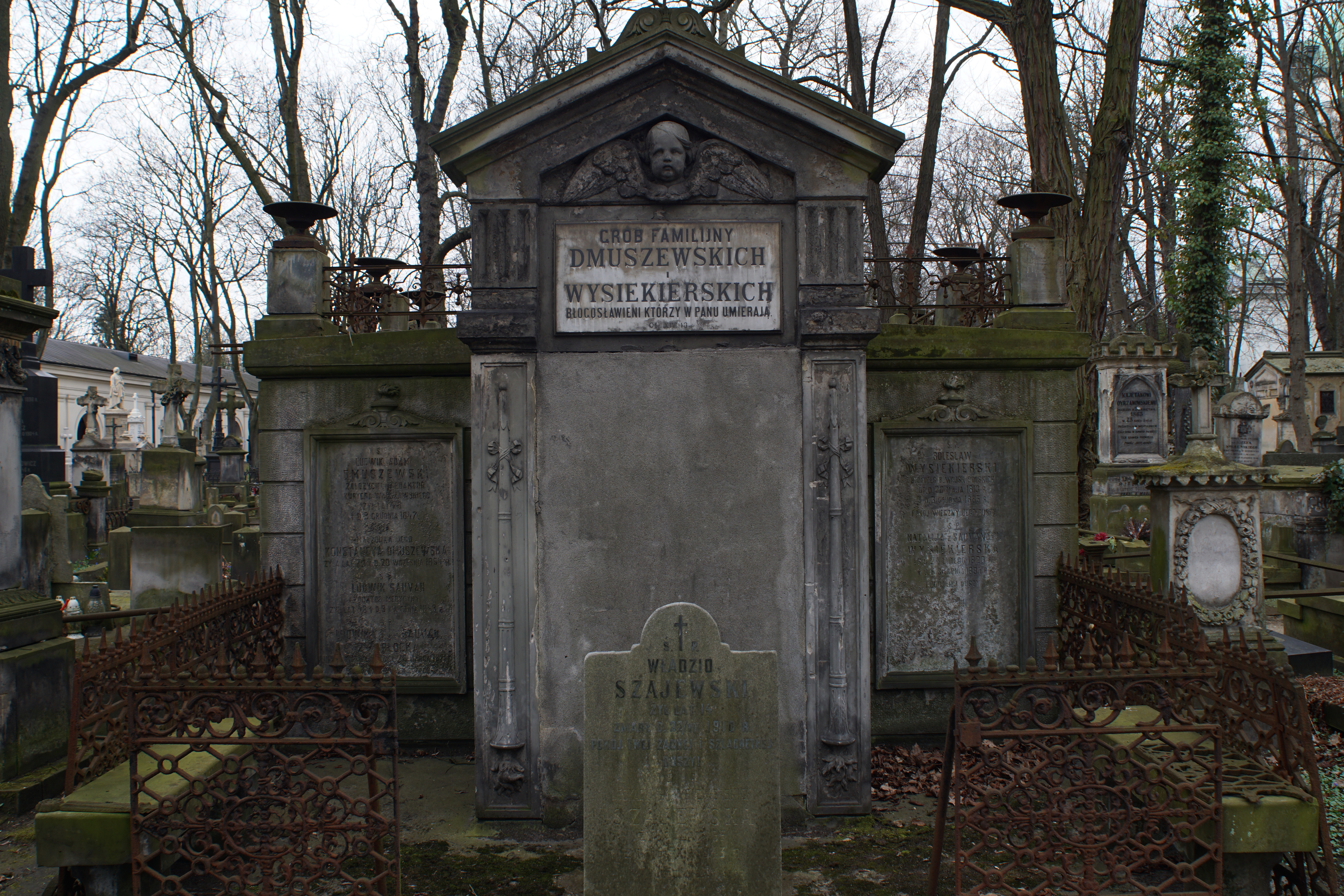
Grób Ludwika Adama Dmuszewskiego na cmentarzu Powązkowskim

Ludwik Adam Dmuszewski (ur. 24 grudnia 1777 w Sokółce, zm. 9 grudnia 1847 w Warszawie) – polski aktor, reżyser teatralny, dyrektor Teatru Narodowego, dramatopisarz, dziennikarz, historyk teatru i wydawca. Istotna postać dawnej Warszawy, wolnomularz.

## Życiorys
Urodził się w Sokółce koło Białegostoku, jako syna Jana, rotmistrza kawalerii narodowej, i Magdaleny z Sobolewskich. Uczył się w warszawskich szkołach pijarskich (prawdopodobnie w szkole wojewódzkiej) i bazylianów w Żyrowicach. W roku 1794 był protokolantem Rady Najwyższej Narodowej. Przez kolejne kilka lat gospodarował z ojcem na wsi. ”Pod koniec 1799 przyjechał do Warszawy (miał zamiar przedostać się do Legionów J.H. Dąbrowskiego): za namową W. Bogusławskiego postanowił zostać aktorem i wstąpił do zespołu Teatru Narodowego. Debiutował 15 czerwca 1800 w komedii Dwóch w jednym. W Teatrze Narodowym działał odtąd do końca życia.” W latach 1825–1827 współkierował teatrem z B. Kudliczem i K. Kurpińskim. Od roku 1827 został jego dyrektorem, drugim obok wcześniej powołanego L. Osińskiego. Od roku 1836 prowadził wykłady w Szkole Dramatycznej obejmujące: krytykę, historię i literaturę dramatyczną. Począwszy od roku 1839 piastował funkcję wiceprezesa Towarzystwa Wsparcia Podupadłych Artystów.
W latach 1810–1811 był członkiem towarzystwa naukowego Sfinks. W roku 1811 podróżował po Europie, odwiedzając kolejno: Niemcy, Francję i Austrię. Od roku 1822 wydawał i redagował Kurier Warszawski, który kupił w 1821 od Brunona Kicińskiego. W roku 1825 został początkowo asesorem, a w 1832 członkiem Dyrekcji Rządowej Teatrów. Cztery lata później (1836) kupił majątek ziemski Dobrzyniec Mały (Mazowsze). Dwukrotnie żonaty: początkowo ze śpiewaczką Zofią Petraschówną (1805), później z Konstancją Pięknowską (1812).
Jako wolnomularz osiągnął najwyższy (VII) stopień wtajemniczenia i sprawował urząd Dyrektora Harmonii Wielkiego Wschodu. Był członkiem 3 lóż: Świątynia Mądrości, Zum goldenen Leuchter (1805) i Świątynia Izis. Zmarł 9 grudnia roku 1847 w Warszawie. Pochowany został na Starych Powązkach (kwatera 4-1/2-16).

## Twórczość

### Utwory publikowane
1. Dwóch w jednym. Komedia, wyst. Warszawa 15 czerwca 1800, (prawdopodobnie identyczna z komedią Rywal i kochanek w jednej osobie, rękopis: Biblioteka Narodowa, sygn. 1422; źródło niemieckie nieznane)
2. Aktorowie na Elizejskich Polach, dzieło teatralne oryginalne wierszem napisane. Komedia w 1 akcie, wyst. Warszawa 9 maja 1801, wyd. Warszawa 1802, wyd. następne: Warszawa 1804; zobacz: poz. 109, t. 1. "Piosenki" przedr. Gazeta Warszawska 1805, nr 95 Dodatek; muzyka: Józef Elsner, (autor zmieniał sztukę stosownie do okoliczności, zobacz: poz. 126, 134)
3. Dom do przedania. Komedia w 1 akcie, wyst. Warszawa 1802, wyd.: zobacz poz. 109, t. 9, (według A. V.Pineux-Duval: La Maison à vendre)
4. Oblężenie Odensy. Drama wojskowe w 4 aktach z historii duńskiej, wystawiano pt. Oblężenie miasta Odensy, Warszawa 25 listopada 1803, wyd. Warszawa 1804, (według J. de Boirie)
5. Dzicy ludzie, czyli mieszkańcy wyspy Kamkatal. Opera w 1 akcie, wyst. Warszawa 27 stycznia 1804; piosenki wyd. w zbiorach: "Pieśnie(!) z komedioopery Siedem razy jeden i innych oper polskich", Poznań 1805; "Śpiewy i arie teatralne i światowe z różnych oper i komedii zebrane", t. 2, Warszawa 1816; zobacz: poz. 109, t. 4, (muzyka: J. Elsner); rękopis pt. Wylądowanie Francuzów na wyspę Kamkatal, Ossolineum sygn. 4995/I, (przeróbka z przekł. niemieckiej powieści Inkle i Joriko)
6. Siedem razy jeden. Komedioopera w 1 akcie oryginalnie napisana, wyst. Warszawa 14 grudnia 1804, wyd. Warszawa 1805; wyd. następne: wyd. 2 Warszawa 1807; zobacz: poz. 109, t. 8; piosenki wyd. w czasopismach i zbiorach: Gazeta Warszawska 1804, nr 10 Dodatek; "Wybór pięknych dzieł muzycznych i pieśni polskich" Nr 5-6, Warszawa 1805; "Pieśnie z komedioopery Siedem razy jeden i innych oper polskich", Poznań 1805, (muzyka: J. Elsner); rękopis z nutami znajduje się w Bibliotece Narodowej, sygn. 6314, (przekł. niemiecki: S. Wöhner, wyst. Warszawa 22 czerwca 1805)
7. Hymn w doskonałej loży st. Jana Złotego Lichtarza na pierwszym zgromadzeniu w języku polskim śpiewany dn. 21 stycznia 1805, Warszawa 1805, (muzyka: J. Elsner); wersja nieznacznie zmieniona: Hymn przy pierwszym otwarciu... Świątynia Mądrości śpiewany 5805, wyd. w zbiorze: Pieśni wolnomularskie (Warszawa 1811), przedr. J. Nieczuja-Urbański: "L. A. Dmuszewski wolnomularzem", Ruch Literacki 1927, nr 4
8. Wdzięczność do Wojciecha Bogusławskiego. Kantata na dzień imienin W. Bogusławskiego, wykonana 22 kwietnia 1805, wyd. Warszawa 1805, (muzyka: J. N. Szczurowski)
9. Terno. Komedioopera w 1 akcie, naśladowana z francuskiej komedii Quaterno, wyst. Warszawa 13 grudnia 1805, wyd. Warszawa 1805; wyd. następne: zobacz poz. 109, t. 9 i 4 (tu tylko piosenki); według A. Seville: Quaterno à la loterie
10. Hymn śpiewany na pierwszej... stołowej Polaków Zjednoczonych, wyd. w zbiorze: Pieśni wolnomularskie (Warszawa 1811), przedr. J. Nieczuja-Urbański: "L. A. Dmuszewski wolnomularzem", Ruch Literacki 1927, nr 4, (inny tytuł: Na powitanie braci)
11. Pospolite ruszenie, czyli bitwa z Kozakami. Komedioopera w 2 aktach, wyst. Warszawa 1 maja 1807, wyd. Warszawa (rok 1807, 2 wydania); wyd. następne: Warszawa 1809, Warszawa 1813; piosenki wyd.: Gazeta Warszawska 1807, nr 35 Dodatek; zobacz: poz. 109, t. 4, (muzyka: J. Elsner)
12. Okopy na Pradze. Komedioopera oryginalna w 1 akcie, wyst. Warszawa 14 czerwca 1807, wyd. Poznań 1807; wyd. następne: Poznań 1905; Poznań 1926 Naród sobie!; piosenki wyd.: Gazeta Warszawska 1807, nr 48 Dodatek; "Śpiewki z komedioopery Okopy na Pradze, napisanej roku 1807", brak miejsca i roku wydania; zobacz poz. 109, t. 4; muzyka J. Stefaniego z Krakowiaków i górali, (stosownie do okoliczności Dmuszewski zmieniał tę komedię i wystawiał pod różnymi tytułami; zobacz: poz. 19, 22; źródło francuskie nieznane)
13. Drzwi zamknięte. Komedia w 3 aktach, wyst. Warszawa 2 października 1807, według P. Bernard(?)
14. "Śpiewki do melodramy Mieczysław Ślepy J. Szymanieckiego", wyst. Warszawa 1 listopada 1807, wyd. w zbiorze: Śpiewy i arie teatralne i światowe z różnych oper i komedii zebrane, t. 2, Warszawa 1816; przedr. zobacz poz. 18; muzyka J. Elsner, (rękopis melodramy znajduje się w Ossolineum, sygn. 5039/I; według L. Ch. Caignez: l’Illustre aveugle)
15. Gaduła nad gadułami. Komedia w 1 akcie, wyst. Warszawa 18 grudnia 1807, wyd. Warszawa (1809); wyd. następne: "pomnożone" Warszawa 1810; zobacz poz. 109, t. 1, (według J. Ch. F. Maurice-Descombes: Le Parleur éternel; z okazji noworocznego przedstawienia – 1 I 1808 – autor dodał na zakończenie tej sztuki: "Powinszowanie Nowego Roku prześwietnej publiczności przez p. Gadulskiego", Gazeta Warszawska 1808, nr 2; przedr. zobacz poz. 109, t. 1)
16. Grymasy młodej żony. Komedia w 1 akcie z powieści moralnej pani Genlis, wyst. Warszawa 18 grudnia 1807; rękopisy znajdują się w Ossolineum: sygn. 10557/I, 10575/I, (według Ch. G. Étienne: La Femme en colère)
17. Kalif z Bagdadu. Opera w 1 akcie, wyst. Warszawa 18 grudnia 1807; piosenki wyd.: zobacz poz. 18; poz. 109, t. 4; muzyka: F. A. Boieldieu, (według C. Saint-Juste)
18. Dykcjonarzyk teatralny z dodatkiem pieśni z najnowszych oper dawanych na Teatrze Narodowym warszawskim (współautor: Alojzy Żółkowski), Poznań 1808; fragmenty przedr. E. Szwankowski w: "Teatr Wojciecha Bogusławskiego w l. 1799-1814", Wrocław 1954, Materiały do Dziejów Teatru w Polsce nr 1, s. 349-366
19. Pożegnanie, czyli marsz wojowników. Komedioopera w 1 akcie, wyst. Kalisz 3 sierpnia 1808, piosenki wyd.: Gazeta Warszawska 1808, nr 68 Dodatek; Gazeta Poznańska 1808, nr 70; wyd. osobne pt. "Piosnki śpiewane w komediooperze Pożegnanie, czyli marsz wojowników, napisanej z okoliczności wymaszerowania za granicę pułku 7 piechoty Legionu 2 Wojsk polskich, a granej w Kaliszu przez artystów dramatycznych narodowych 3 sierpnia 1808", brak miejsca wydania 1808; zobacz: poz. 109, t. 4, (przeróbka poz. 12)
20. Kapelmajster polski. Intermezzo oryginalne w 1 akcie, wyst. Warszawa 28 października 1808, (muzyka: G. Albertini)
21. Dworek na gościńcu. Komedioopera w 1 akcie, przełożona z niemieckiego i oryginalnymi piosnkami powiększona, wyst. Warszawa 27 stycznia 1809, piosenki przedr. W. Brumer: Służba narodowa Wojciecha Bogusławskiego, Warszawa 1929, s. 122-124, (muzyka: K. Kurpiński lub J. Deszczyński; W. Lessel), rękopis: Ossolineum, sygn. 10151/II; Biblioteka Jagiellońska, sygn. 4427: pt. Dworek przy gościńcu, (według A.F. Kotzebue: Das Haus an der Heer Strasse)
22. Przygotowanie na przyjęcie Wojska Polskiego w Krakowie, wyst. 23 lipca 1809, treść i opis ogł. Gazeta Warszawska 1809, nr 50 Dodatek; fragm.: Śpiewka wesoła na powitanie wojowników polskich, brak miejsca i roku wydania (wyd. anonimowe); wyst. także pt.: Przywitanie Wojska Polskiego w Krakowie; Wojsko Polskie w Krakowie, (przeróbka poz. 12)
23. Jakież to czynić ofiary... Kantata na uczczenie imienin księcia warszawskiego Augusta, wykonana: Warszawa 3 sierpnia 1809, wyd. W. Brumer: Służba narodowa Wojciecha Bogusławskiego, Warszawa 1929, s. 131
24. Święto wielkiego imienia... Kantata na cześć urodzin Napoleona, wykonana: Kraków 15 sierpnia 1809, wyd. Gazeta Krakowska 1809, nr 67, przedr. W. Brumer: Służba narodowa Wojciecha Bogusławskiego, Warszawa 1929, s. 122-124
25. Leszek Biały, czyli czarownica z Łysej Góry. Opera w 2 aktach, wyst. Warszawa 2 grudnia 1809, treść ogł.: L. Osiński Pamiętnik Warszawski 1809, nr 10 (przedr. w: Dzieła, t. 4, Warszawa 1862, s. 392-393); Gazeta Korespondenta Warszawskiego 1809, nr 98; Gazeta Warszawska 1809, nr 98 Dodatek; A. Papierzowa: Libretta oper polskich z l. 1800–1830, Kraków 1959, s. 195; piosenki wyd. w zbiorze: Śpiewy i arie teatralne i światowe z różnych oper i komedii zebrane, t. 2, Warszawa 1816; zobacz: poz. 109, t. 4; muzyka: J. Elsner, (treść według D.M. Krajewski: Leszek Biały, książę polski, t. 1-2, Warszawa 1791-1792)
26. "Kantata imienionowa na uczczenie księcia warszawskiego Augusta na zakończenie opery Leszek Biały", wykonana: Warszawa w grudniu 1809 i w grudniu 1810, wyd. W. Brumer: Służba narodowa Wojciecha Bogusławskiego, Warszawa 1929, s. 122-124
27. Klaryssa, czyli żołnierz spod Raszyna. Komedia w 5 aktach, wyst. Warszawa 15 grudnia 1809
28. Bilet kwaterniczy. Komedioopera w 1 akcie, wyst. Warszawa 12 stycznia 1810, piosenki wyd.: Gazeta Warszawska 1810, nr 5 Dodatek; zobacz: poz. 109, t. 4; W. Brumer: Służba narodowa Wojciecha Bogusławskiego, Warszawa 1929, s. 122-124, (według F. P. A. Léger: Le Billet de logement)
29. Nasz Józio. Komedia w 1 akcie, wyst. Warszawa 12 lipca 1810; z rękopisu Ossolineum, sygn. 5081/I wyd. S. Durski w: "Miscellanea z l. 1800-1850", Wrocław 1963, Archiwum Literatury nr 7, (według A.F. Kotzebue: Unser Fritz)
30. Kantata na cześć imienia gen. Henryka Dąbrowskiego, wykonana: Poznań w sierpniu 1810
31. Wniście (albo: Wejście) na świat. Komedia w 3 aktach, wyst. 28 października 1810, (według L.B. Picard)
32. Miłostki Zygmunta Jagiellończyka. Komedia w 3 aktach, wyst. Warszawa 23 grudnia 1810; pierwsza redakcja prozą komedii Barbara Zapolska, czyli odwet; zobacz: poz. 74, (według A. Creuzé de Lesser, J.F. Roger: La Revanche – według komedii C. Federici)
33. Matki rywalki, czyli straszydło zamkowe. Drama w 4 aktach, wyst. Warszawa 28 grudnia 1810; według L. Ch. Caignez (według powieści S. F. de Genlis)
34. Garbusek, czyli trzy siostry. Komedioopera w 1 akcie, wyst. Warszawa 18 stycznia 1811, piosenki wyd. zobacz: poz. 109, t. 4, (według Ch.A. Sewrin lub Ch.A. Pigault-Lebrun)
35. Wielki sędzia hiszpański, czyli Laura i Fernando. Drama w 4 aktach, wyst. Warszawa 23 marca 1811, (według A.J. Bourlain – pseud. Dumaniant; według dramy hiszpańskiej hr. Olivadesa)
36. Wyspa małżeństwa, czyli żony przez los wybrane. Melodrama w 3 aktach, wyst. Warszawa 19 maja 1811, (muzyka: J. Elsner), rękopis: Ossolineum, sygn. 5041/I, (według A. de Pujol lub A. Bernos, J.B. Frédéric)
37. Dwie chatki. Opera w 1 akcie, wyst. Warszawa 26 maja 1811, piosenki wyd.: zobacz poz. 41; poz. 109, t. 4; muzyka: K. Kurpiński, (według Ch.A. Sewrin)
38. Korsarz francuski z Portugalii, czyli Jan z Calais. Melodrama w 3 aktach, wyst. Warszawa 26 lipca 1811, muzyka J. Elsner, (według L. Ch. Caignez)
39. Stryjowie i stryjenki. Komedioopera w 1 akcie, wyst. Warszawa 20 października 1811, wyd. zobacz: poz. 109, t. 2; piosenki wyd.: Gazeta Warszawska 1814, nr 73; Gazeta Krakowska 1814, nr 75; zobacz: poz. 41; poz. 109, t. 4; (muzyka: J. Damse; S. Serwaczyński), rękopis: Ossolineum, sygn. 5035/I – 39a. Szambelan Szarmancki. Komedia w 1 akcie, wyst. Warszawa 25 października 1811, (według Ch.A. Sewrin)
40. Oblężenie Gdańska. Melodrama w 3 aktach, wyst. Warszawa 13 grudnia 1811, wyd. Warszawa 1815(?), treść ogł. Gazeta Warszawska 1811 z 31 grudnia, piosenki wyd. zobacz: poz. 109, t. 4, (według J. de Boirie, J.G. A. Cuvelier de Trye: Stanislas Leszczyński ou le Siège de Dantzik)
41. Rocznik Teatru Narodowego Księstwa Warszawskiego od 1 stycznia 1811 do 1 stycznia 1812 (Warszawa 1812), zawartość m.in.: Pieśni z najnowszych oper dawanych na teatrze warszawskim (zobacz: poz. 37, 39) – 41a. Rocznik Teatru Narodowego Księstwa Warszawskiego od 1 stycznia 1812 do 1 stycznia 1813 (Warszawa 1813), zawartość m.in.: Pieśni z najnowszych oper (zobacz: poz. 47-48); O teatrze prowincjonalnym; Kilka słów o krytyce z Diderota – 41b. Rocznik Teatru Narodowego Księstwa Warszawskiego od 1 stycznia 1813 do 1 stycznia 1814 (Warszawa 1814), zawartość m.in.: Krótka kronika teatru polskiego 1764-1808; Piosnki z nowych oper (zobacz: poz. 50, 59); Krótką historię... przedr. L. Bernacki w: "Teatr, dramat i muzyka za Stanisława Augusta", t. 1, Lwów 1925, s. 385-409 – 41c. Rocznik Teatru Narodowego Księstwa Warszawskiego od 1 stycznia 1814 do 1 stycznia 1815 (Warszawa 1815), zawartość m.in.: Kronika teatru 1808-1814; Wspomnienia o zmarłych aktorach: M. Pawłowiczu, D. Kaczkowskim, J. Ryłło – 41d. Rocznik Teatru Narodowego Księstwa Warszawskiego od 1 stycznia 1815 do 1 stycznia 1816 (Warszawa 1816), zawartość m.in.: Szczególne zdarzenia zaszłe w Teatrze Narodowym w ciągu roku 1815 – 41e. Rocznik Teatru Narodowego Księstwa Warszawskiego od 1 stycznia 1816 do 1 stycznia 1817 (Warszawa 1817), zawartość m.in.: Szczególne zdarzenia zaszłe w Teatrze Narodowym w ciągu roku 1816 – 41f. Roczniki za lata 1811-1814 (bez Krótkiej kroniki teatru polskiego 1764-1808) przedr. E. Szwankowski w: "Teatr Wojciecha Bogusławskiego w l. 1799-1814", Wrocław 1954, Materiały do Dziejów Teatru w Polsce nr 1, (Roczniki... wychodziły anonimowo, przez długi czas przypisywano je podpisanemu wydawcy Roczników... za lata 1808-1810, tj. Andrzejowi Zaleskiemu; autorstwu Dmuszewskiego przypisał je za K. Kurpińskim – M. Rulikowski, Pamiętnik Literacki, rocznik 22/23, lata 1925/1926, s. 13-16)
42. Wawozy Sierra Morena. Melodrama w 3 aktach, wyst. Warszawa 31 stycznia 1812, treść ogł. Gazeta Warszawska 1812, nr 10 Dodatek; A. Papierzowa: Libretta oper polskich z l. 1800–1830, Kraków 1959, s. 195, (źródło francuskie nieznane)
43. Michał Anioł, sławny malarz. Opera w 1 akcie, wyst. Warszawa 7 maja 1812, piosenki wyd. zobacz: poz. 109, t. 4; muzyka: M. Isouard, (według E.J. Delrieu: Michel-Ange)
44. S∴ M∴ S∴ do N∴ B∴ Ludwika Osińskiego Mistrza... Świątyni Izys w dzień jego imienin dnia 24 miesiąca 5 Roku P∴ S∴ 5812 (Warszawa 1812), przedr. J. Nieczuja-Urbański: "L. A. Dmuszewski wolnomularzem", Ruch Literacki 1927, nr 4, (muzyka: K. Kurpiński)
45. Obietnice pańskie. Komedia w 3 aktach, wyst. Warszawa 30 października 1812, (według L.B. Picard)
46. Oryginały. Komedia w 1 akcie, wyst. Warszawa 15 listopada 1812, rękopis: Ossolineum, sygn. 4995/I, (według Ch. B. Fagan)
47. Gulistan Hulla Samarkandy. Opera w 3 aktach, wyst. Warszawa 15 grudnia 1812, piosenki wyd.: zobacz poz. 41; poz. 109, t. 4; muzyka: N. Dalayrac, (według Ch. G. Étienne)
48. Las pod Sandomierzem. Komedioopera w 1 akcie, wyst. Warszawa 18 grudnia 1812, piosenki wyd.: zobacz poz. 41; poz. 109, t. 4, (według L. E. Dupaty: La Chaumière moscovite)
49. Pogoń za uciekającym. Komedia w 1 akcie, wyst. Warszawa 18 grudnia 1812, (według Ch.A. Sewrin?)
50. Królowa w Szyraz, czyli sen straszny i rozkoszny. Opera w 2 aktach, wyst. Warszawa 12 marca 1813, piosenki wyd.: zobacz poz. 41; poz. 109, t. 4, (muzyka różnych kompozytorów)
51. Krzyżaki, czyli futro. Komedia w 1 akcie, wyst. Warszawa 13 marca 1813, rękopis: Ossolineum, sygn. 10053/I, (przeróbką Krzyżaków... jest późniejsza komedia Bajki Krasickiego; zobacz: poz. 87; źródło nieznane)
52. Edgar, czyli wyniszczenie wilków w Anglii. Drama w 3 aktach, wyst. Warszawa 9 lipca 1813, (według L. Ch. Caignez: Edgar ou la chasse aux loups)
53. Rycerze lwa. Drama w 3 aktach, wyst. Warszawa 10 września 1813, rękopis: Ossolineum, sygn. 3078/I, (według A. S. de Bawr née Coury Champgrand: Les Chevaliers du lion)
54. Filozof mimo swej wiedzy. Drama w 5 aktach, wyst. Warszawa 1 października 1813, (według J. M. Sédaine: Le Philosophe sans le savoir)
55. Tadeusz Chwalibóg. Komedioopera w 1 akcie, wyst. Warszawa 1 października 1813, wyd. zobacz poz. 109, t. 1, (muzyka: autor nieznany; S. Serwaczyński), rękopisy: Ossolineum, sygn.: 10658/I, 11426/II, (według J. M. Barouillet, J.G. A. Cuvelier de Trye: L'Officier cosaque)
56. Kochankowie ekstrapocztą. Komedia w 3 aktach, wyst. Warszawa 10 października 1813, wyd. zobacz poz. 109, t. 6, rękopis: Ossolineum, sygn. 11628/I, (według L. Ch. Caignez)
57. Szwagierek. Komedia w 1 akcie, wyst. Warszawa 20 listopada 1813, (źródło nieznane)
58. Po samym sobie w żałobie. Komedia w 1 akcie, wyst. Warszawa, przed 28 listopada 1813, (według A.J. Bourlain – pseud. Dumaniant: L’Homme en deuil de lui-même)
59. Kuluf, czyli Chińczykowie. Opera w 3 aktach, wyst. Warszawa 5 grudnia 1813, piosenki wyd. zobacz poz. 41, muzyka: Nicolas Dalayrac, (według R. Ch. Guilbert de Pixérécourt: Koulouf ou les Chinois)
60. Minister sprawiedliwości. Drama w 3 aktach, wyst. Warszawa 17 grudnia 1813, (źródło francuskie, nieznane)
61. Wezbranie Wisły. Komedioopera w 1 akcie, wyst. Warszawa 17 grudnia 1813, wyd. Warszawa 1813; wyd. następne: zobacz poz. 109, t. 3; piosenki przedr.: Pamiętnik Sceny Warszawskiej na r. 1839, Warszawa 1840, s. 198-199; Gazeta Chłopska 1937, nr 9
62. Łaska imperatora. Opera w 1 akcie, wyst. Warszawa 11 marca 1814, wyd. zobacz: poz. 109, t. 3; wyd. następne: Warszawa (1822); piosenki wyd.: Gazeta Krakowska 1814, nr 42; Gazeta Poznańska 1814, nr 42; muzyka: K. Kurpiński, (według A.F. Kotzebue: Fedora)
63. Nieszczęśliwe pantofle. Komedioopera w 1 akcie, wyst. Warszawa 11 marca 1814, piosenki wyd. zobacz poz. 109, t. 4, (według powiastki Voltaire’a)
64. Szkoda wąsów. Komedioopera w 1 akcie, wyst. Warszawa 15 kwietnia 1814, wyd. zobacz poz. 109, t. 2; wyd. następne: Poznań 1900 Naród sobie!, t. 18, (muzyka: autor nieznany; W. Simon); polonezy Erasta i Anzelma przedr. Z. Raszewski: Staroświecczyzna i postęp czasu. O teatrze polskim 1765-1865, Warszawa 1963; rękopisy: Ossolineum, sygn.: 1006/I, 10242/I, 10690/I; Biblioteka Jagiellońska, sygn.: 4422, 4542, (wyst. także pt. Łapka na stare lisy; według Ch.A. Sewrin: Jadis et aujourd'hui; przekł. niemiecki: J. Paumann)
65. Hymn na obchód jubileuszowej uroczystości upłynionego pół wieku wolnomularskiego życia N∴ B∴ Piotra Reycha, czł. ś∴ i d∴... Świątyni Izys dn. 28 Mc. IV R∴ P∴ Ś∴ 5814 (Warszawa 1814, muzyka: J. Elsner)
66. Portret księcia. Komedia w 3 aktach, wyst. Warszawa 18 listopada 1814, (według Metz, M.J. Pain: Le Portrait du duc)
67. Oblężenie Warszawy. Historyczna drama w 4 aktach, wyst. Warszawa 30 grudnia 1814, wyd. Warszawa 1815; wyd. następne: zobacz poz. 109, t. 4, rękopisy: Ossolineum, sygn. 10581/I; Biblioteka Narodowa, sygn. II 61.51, (według J. de Boirie: Henri IV ou la Prise de Paris)
68. Nowy dziedzic. Opera w 2 aktach, wyst. Warszawa 4 stycznia 1815, piosenki wyd. zobacz poz. 109, t. 4; muzyka: F. A. Boieldieu, (według A. Creuzé de Lesser, J.F. Roger: Le Nouveau seigneur de village)
69. Aleksander i Apelles. Opera w 1 akcie, wyst. Warszawa 17 marca 1815, wyd. zobacz poz. 109, t. 3, (muzyka: K. Kurpiński), rękopis: Ossolineum, sygn. 5077/II, (według A. Mirmont de Laville)
70. Indyk nadziany dukatami. Komedioopera w 1 akcie, wyst. Warszawa 28 kwietnia 1815, wyd. zobacz poz. 109, t. 10 i 4 (tu tylko piosenki), rękopis: Ossolineum, sygn. 10479/I, (według J.B. Radet: La Bonne aubaine?)
71. To byłem ja. Komedia w 1 akcie, wyst. Warszawa 12 maja 1815, (inny tytuł: Wszak to ja; według A.F. Kotzebue: Das war ich)
72. Nagroda, czyli wskrzeszenie narodu. Opera w 2 aktach, wyst. Warszawa 24 grudnia 1815, wyd. Warszawa 1816; wyd. następne: zobacz poz. 109, t. 3; muzyka: K. Kurpiński, (wyst. także pt.: Najjaśniejsi goście, czyli nagroda; Nagroda, czyli wskrzeszenie Królestwa Polskiego)
73. Marysia czarownica. Komedioopera w 1 akcie; wyst. Warszawa 30 grudnia 1815, piosenki wyd. zobacz poz. 109, t. 4
74. Barbara Zapolska, czyli odwet. Komedia w 3 aktach, wyst. Warszawa 15 marca 1816, wydano pt. Odwet, czyli..., Warszawa 1816; wyd. następne: zobacz poz. 109, t. 2; rękopis: Ossolineum, sygn. 11290/I, (nowa redakcja poz. 32)
75. Mała szkoła ojców. Opera w 1 akcie, wyst. Warszawa 15 marca 1816, piosenki wyd. zobacz poz. 109, t. 4, (muzyka: K. Kurpiński)
76. Śpiew braterski na dzień imienin N∴ N∴ i Najsł. B. Jana Nepomucena Potockiego, namiestnika W. M. W.W. N. i najpierwszego mistrza katedry ś. i d. ... Świątyni Izys. r. p. ś. 5816, (Warszawa 1816, muzyka: K. Kurpiński)
77. Protekcja, czyli tak świat idzie. Komedia w 1 akcie, wyst. Warszawa 14 lipca 1816, (według L.B. Picard)
78. Andrzej Morsztyn. Komedioopera w 1 akcie, wyst. Warszawa 25 sierpnia 1816
79. Doktor turecki. Opera, wyst. Warszawa 1 września 1816, piosenki wyd. zobacz poz. 109, t. 4; muzyka: N. Isouard, (według A. Gouffé, P. Villiers)
80. Płaksa i Wesołowski. Komedioopera w 1 akcie, wyst. Warszawa przed 21 lutego 1817, wyd. zobacz poz. 109, t. 3, (według N. Brazier, Ch.A. Sewrin: Jean qui pleure et Jean qui rit, ou les deux voisins)
81. Śpiew na dzień imienin najdostojniejszego Br∴ Jana Antoniego Nofoka Przew. M∴ K∴ Spr∴ i dost∴... ∴Bogini e Eleusis w imieniu tejże... ∴ułożony, (Warszawa 1817, muzyka: J. Kaszewski)
82. Obiadek z Magdusią. Komedioopera w 1 akcie, wyst. Warszawa 9 maja 1817, wyd. zobacz poz. 109, t. 7, muzyka: autor nieznany; J. Grodzicka, (według M.A.M. Désaugiers: Le Dîner de Madelon)
83. Intryga przed ślubem. Komedia w 3 aktach, wyst. Warszawa 1817, wyd. zobacz poz. 109, t. 10, (według M.J. Pain, A. Pillon, René)
84. Geniusz stróż, czyli potrzeba i zbytek. Komedioopera w 1 akcie, wyst. Warszawa 18 lutego 1818, (inny tytuł: Geniusz opiekuńczy, czyli potrzeba i zbytek; źródło francuskie nieznane)
85. Król Łokietek, czyli Wiśliczanki. Opera w 2 aktach, wyst. Warszawa 3 kwietnia 1818, wyd. zobacz poz. 109, t. 3, piosenki wyd. Warszawa 1818, (muzyka: J. Elsner)
86. Dzwonek, czyli diabełek pazikiem. Opera w 3 aktach, wyst. Warszawa w czerwcu 1818, wyd. zobacz poz. 109, t. 7; muzyka: L. J. Herold, (według M.E. G. Théaulon)
87. Bajki Krasickiego, czyli puścizna. Komedia w 1 akcie, wyst. Warszawa 10 grudnia 1818, wyd. zobacz poz. 109, t. 1; fragmenty ogł. Tygodnik Polski 1819, t. 2, s. 52, (przeróbka poz. 51)
88. Lektyka na przedaż (albo: do sprzedania). Komedioopera w 1 akcie, wyst. Warszawa 1 stycznia 1819, rękopis: Ossolineum, sygn. 11266/I, (według J. M. Dieulafoy)
89. Filacki, udany (albo: mniemany) ojciec. Komedia w 1 akcie, wyst. Warszawa 22 stycznia 1819, wyd. zobacz poz. 109, t. 7, (według komedii T. B. Spickermanna przerobionej z niemieckiego pt. Figlacki, mniemany ociec)
90. Jan Grudczyński, starosta rawski. Komedia w 3 aktach, wyst. Lwów 20 sierpnia 1819, wyd. zobacz poz. 109, t. 8, rękopis: Ossolineum, sygn. 10503/I, (według A.F. Kotzebue: Das Taschenbuch)
91. Szpak i prorok. Komedioopera, wyst. Lwów 17 września 1819, piosenki wyd. zobacz poz. 109, t. 4, (według M.A.M. Désaugiers, M.J. Gentil de Chavagnac)
92. Wanda. Opera, fragmenty ogł. Pamiętnik Lwowski 1819, t. 1, s. 525-531, wyst. Poznań lato roku 1826(?), muzyka: K. Kurpiński
93. Zakład o kłótnię. Komedia w 1 akcie, wyst. Kraków 10 października 1819
94. Aż trzy wesela. Komedia w 1 akcie, wyst. Warszawa 17 grudnia 1819, wyd. zobacz poz. 109, t. 5, (źródło niemieckie nieznane)
95. Maria, królowa szwedzka, i Katarzyna, królewna polska. Drama w 3 aktach, wyst. 17 grudnia 1819, wyd. zobacz poz. 109, t. 5; rękopis: Ossolineum, sygn. 5309/I, (według J.F. Weissenthurn: Johann Herzog von Finland)
96. Pięć sióstr a jedna. Komedia w 1 akcie, wyst. Warszawa 10 marca 1820, wyd. Warszawa 1820; wyd. następne: Warszawa 1821; zobacz poz. 109, t. 10; rękopis: Ossolineum, sygn. 10169/I
97. Klarynecik magnetyczny. Komedioopera w 1 akcie, wyst. Warszawa 26 sierpnia 1820, piosenki wyd. zobacz poz. 109, t. 4, (muzyka: J. Damse)
98. "Spis wszystkich oper granych w polskim języku na teatrach warszawskich od założenia polskiej sceny do miesiąca października 1820 roku", Tygodnik Muzyczny 1820, przedr. M. Karasowski: "Rys historyczny opery polskiej", Warszawa 1859, s. 353-355
99. Gulnara, niewolnica perska. Opera w 2 aktach, wyst. Warszawa 3 grudnia 1820, piosenki wyd. zobacz poz. 109, t. 4; muzyka: N. Dalayrac, (według B. J. Marsollier des Vivettières)
100. Handel na żony, czyli lepsze cudze. Opera komiczna w 1 akcie, wyst. Warszawa 16 grudnia 1820, wyd. Lublin 1820; wyd. następne: Warszawa 1821, piosenki wyd. zobacz poz. 109, t. 4, (muzyka: J. Herold), rękopis: Ossolineum, sygn. 10566/I, (według Achilles d’Artois de Bourmanville)
101. Sygnet czarnoksięski w Wilanowie. Komedia w 1 akcie, wyst. 4 stycznia 1821(?)
102. Sygnet..., wyd. w: Dzieła dramatyczne (zobacz poz. 109, t. 9)
103. Westalka. Tragedia liryczna w 3 aktach, wyst. Warszawa 21 lutego 1821 (według S. Durskiego; na karcie tytułowej wydania w poz. 109: styczeń 1821), wyd. Warszawa 1822; zobacz poz. 109, t. 9; muzyka: L.S. Spontini, (według V. J.E. Jouy)
104. Weteran. Komedia w 1 akcie, wyst. Warszawa 16 marca 1821
105. Woltyżer. Komedia w 1 akcie, wyst. Warszawa 16 marca 1821, wyd. zobacz poz. 109, t. 6; piosenki wyd. Pszczółka Krakowska 1822, t. 1, s. 22
106. Słomiany człowiek, czyli teatr w Sochaczewie. Krotofila ze śpiewami w 1 akcie, wyst. Warszawa 27 kwietnia 1821, wyd. zobacz poz. 109, t. 5, (według M.F.D. d’Allarde, Achilles i Armand d’Artois de Bourmanville: L’Homme de paille)
107. Sekretarz i kucharz. Komedioopera w 1 akcie, wyst. Wilno 29 kwietnia 1821, wyd. zobacz poz. 109, t. 8; piosenki przedr. Kolęda na r. 1824, s. 3-7, (według A.H. Duveyrier, E. Scribe: Le Secrétaire et le cuisinier)
108. Ułan. Komedia w 1 akcie, wyst. Warszawa 3 sierpnia(?) 1821, wyd. zobacz poz. 109, t. 6, (inny tytuł: Hułan polski w służbie francuskiej; źródło niemieckie nieznane)
109. Dzieła dramatyczne, t. 1-4, Wrocław 1821; t. 5-10, Warszawa 1822-1823; wyd. tytułowe t. 5-10: Nowe dzieła dramatyczne, t. 1-5, Warszawa 1824; zawartość t. 1: poz. 2, 15, 55, 87; t. 2: poz. 39, 64, 74; t. 3: poz. 61-62, 69, 72, 80, 85; t. 4: poz. 67, Śpiewy z rozmaitych oper i innych dzieł dramatycznych; t. 5: poz. 94-95, 106; t. 6: poz. 56, 105, 108; t. 7: poz. 82, 86, 89; t. 8: poz. 6, 90, 107; t. 9: poz. 3, 9, 101, 103; t. 10: poz. 70, 83, 96; wyd. także osobne odbitki niektórych pozycji, np. 39, 64, 94.
110. Wicebrygadier Szczerzecki. Komedia w 3 aktach, wyst. Kraków 4 lutego 1823, (według L.B. Picard)
111. Litwin, Podlasiak i Warszawianin. Komedia w 1 akcie, wyst. Warszawa 23 stycznia 1824, rękopis: Ossolineum, sygn. 11242/I; u Estreichera I (1872) 344, błędny zapis tytułu: Litwin, Podlasianin i Wołynianin); 111a. "Śpiewki do komedioopery Niańki z dziećmi w ogródku A. Grzymały", wyst. Warszawa 28 stycznia 1824, (według N. Brazier, Dumersan: Les Bonnes d'enfants, ou une soirée au Boulevars Neufs)
112. Gody w Niepołomicach. Widowisko sceniczne w 1 akcie, wyst. Warszawa 22 lipca 1824
113. Zgoda u wód mineralnych warszawskich. Komedioopera w 1 akcie, wyst. Warszawa 22 grudnia 1824, piosenki wyd. Monitor Warszawski 1824, nr 103; rękopis: Biblioteka Jagiellońska, sygn. 5648
114. Śpiewka przyjacielska w dniu imienin W. Kazimierza Miecznikowskiego... 4 marca 1825 (Warszawa 1825)
115. Franek i Lafleur, czyli ustawiczne pomyłki. Komedia w 1 akcie, wyst. Kraków 21 września 1826?, (według R. Ch. G. de Pixérécourt)
116. Miasteczko, czyli ukarana próżność. Komedia w 3 aktach, wyst. Warszawa 26 listopada 1826, fragmenty ogł. Kolęda na r. 1827, s. 6-11, rękopis: Ossolineum, sygn. 5001/I
117. Dworzanie księcia Wiśniowieckiego i spekulanci. Komedia w 2 aktach, wyst. Warszawa 1 stycznia 1828, rękopis: Ossolineum, sygn. 10702/I
118. Kantata na 50-letni jubileusz Wojciecha Bogusławskiego, wykonana Warszawa 1828, (muzyka: J. Elsner)
119. Łukasz spod Łukowa. Melodrama w 3 aktach, wyst. Warszawa 21 września 1828, wyd. Warszawa 1830?, (według M.E. G. Théaulon: Zuvergnac)
120. Zuzia, czyli zaślubiny z rozsądku. Komedioopera, piosenki wyd. Kolęda na r. 1828 (Warszawa 1827), s. 10-24
121. Ambasador. Komedioopera w 1 akcie, wyst. Warszawa luty 1829, (muzyka: J. Damse), rękopis: Ossolineum, sygn. 10551/I, (według E. Scribe)
122. Cecylia Piaseczyńska. Opera w 2 aktach, wyst. Warszawa 31 maja 1829, wyd. Warszawa 1829, (muzyka: K. Kurpiński)
123. "Zrodzony w polskiej krainie... Kantata na wyjazd z Warszawy Fryderyka Chopina", wykonana 2 listopada 1830, wyd. Kurier Warszawski 1830 z 3 listopada; przedr. A. Czartkowski, E. Jeżewska Chopin żywy, Warszawa 1959, (muzyka: J. Elsner)
124. Grosz czarnoksięski. Widowisko w 2 częściach, wyst. Warszawa 20 czerwca 1833, (muzyka: J. Brzozowski)
125. Hrabia Weseliński. Opera w 1 akcie, wyst. Warszawa 24 listopada 1833?, (muzyka: J. Brzozowski)
126. Nowi aktorowie na Elizejskich Polach. Komedia w 1 akcie, wyst. Warszawa 13 lutego 1836, (przeróbka poz. 2)
127. Opiekun domowy. Komedia w 1 akcie, wyst. Warszawa 13 lutego 1836, (inny tytuł: Opiekun oszukany)
128. Robert diabeł. Opera w 5 aktach, wyst. Warszawa 16 grudnia 1837, wyd. Warszawa 1838, muzyka: J. Meyerbeer, (według G. Delavigne, E. Scribe; akty 4-5 przełożył J. T.S. Jasiński)
129. Ochrona ubogich dziatek. Komedioopera w 1 akcie, wyst. Warszawa 15 listopada 1840, wyd. Warszawa (1841); wyd. następne: Warszawa 1854; fragmenty wyd. Pamiętnik Sceny Warszawskiej na r. 1840, (Warszawa 1841), s. 117-121; Kurier Poranny 1890, nr 319; muzyka: X. J. U. (Ursynow?)
130. Znamię. Drama oryginalna w 1 akcie, wyst. Warszawa 19 marca 1841, wyd. Pamiętnik Sceny Warszawskiej na r. 1840, (Warszawa 1841), s. 9-33, (dedykacja J. N. Kamińskiemu)
131. Powrót z Paryża do Poznania, czyli różnica między elegantką a parafianką. Komedioopera w 1 akcie, wyst. Poznań 25 lipca 1841, (muzyka: J. Elsner)
132. Król Stanisław Leszczyński. Komedia w 3 aktach, wyst. Kraków 10 października 1844, rękopis: Ossolineum, sygn. 10490/I
133. Turek z Krakowskiego Przedmieścia. Komedia w 1 akcie, (według A.L. D. Martainville: Le Turc de la rue Saint-Denis, ou la fausse veuve)
134. Żółkowski na Elizejskich Polach. Komedia w 1 akcie, (przeróbka poz. 2, 126)
135. Rabunek w miasteczku. Komedia w 1 akcie, odnotował ją Estreicher I (1872) 402, prawdopodobnie identyczna z poz. 116?
136. Pan Gniewosz z Krabe(?)
137. Sekretarz i kochanek. Komedioopera (prawdopodobnie identyczna z poz. 107)
138. Szewc, amator muzyki(?)
139. Pamiętniki (losy nieznane; por. E. Maliszewski: Bibliografia pamiętników polskich i Polski dotyczących, Warszawa 1928, s. 349).

Drobne utwory i artykuły ogłaszano w czasopismach i zbiorach: Flora (1822), Gazeta Codzienna (1837, 1843; tu m.in.: "Synu pierworodny... Kantata na cześć cesarzewicza Aleksandra" 1837, s. 1902), Gazeta Korespondenta Warszawskiego i Zagranicznego (od 1809), Gazeta Krakowska (1814, 1837-1838; tu m.in.: "Kantata na zaślubiny córki cesarza" 1837, nr 174; "Kantata na cześć cesarzewicza Aleksandra" 1837, nr 212), Gazeta Literacka (1821), Gazeta Poznańska (1808, 1814), Gazeta Warszawska (1805-1814), Kolęda na r. 1824 (Warszawa 1823); Kolęda na r. 1827 (Warszawa 1826; tu m.in.: "Trzy siostry"; "Odbicie"; "Mędrzec i majątek"); Kolęda na r. 1828 (Warszawa 1827; tu m.in.: Otóż znowu się rok zmienia...; "Ślepy"; "Wybór Kasi"; "Prawdziwy bogacz"; "Cudze obiady"; "Udany rumieniec"; "Szpital"; "Koszula"; "Próżność"; "Sędzia"; "Obietnica"; "Podarunek"), Kurier Warszawski (wydawca i redaktor 1822-1847; tu m.in.: Zabłysła chwila radosna...; "Kantata na cześć cesarza" 1841, nr 124), Monitor Warszawski (tu m.in.: "Kantata na 50-letni jubileusz pracy scenicznej Jakuba Hempińskiego, z muzyką J. Elsnera" 1824, nr 13), Orzeł Biały (1820), Pamiętnik Lwowski (1819), Pamiętnik Sceny Warszawskiej (1840-1841), Pieśni wolnomularskie, Warszawa 1811 (tu oprócz poz. 7, 11, wydano następujące pieśni powst. w latach 1808-1810: "Hymn śpiewany w dzień imienin N∴ P∴ B∴ Axamitowskiego"; "Duetto dla mistrzów"; "Duetto żałobne"; "Łańcuch kończący lożę"; "Podróż braci czeladników"), Pszczółka Krakowska; "Śpiewy i arie teatralne i światowe z różnych oper i komedii zebrane", t. 2, Warszawa 1816; Świat dramatyczny 1838, Trzeci Maj 1843, Tygodnik Muzyczny 1820, Tygodnik Polski i Zagraniczny (tu: "Wiersz do j. p. K. Kurpińskiego po pierwszym wystawieniu opery Jadwiga" 1818, t. 3, s. 117; przedr. zobacz poz. 109, t. 4), Wanda 1821; "Wybór pięknych dzieł muzycznych i pieśni polskich", nr 4-6, Warszawa 1803-1805.

### Utwory o autorstwie niepewnym
- Zamieszanie, czyli dwie prababki. Komedia w 5 aktach, wyst. Warszawa 5 lutego 1804, (autorstwo przypisuje się także J. N. Kamińskiemu; według A.F. Kotzebue)
- Zawieszenie broni. Komedia, powst. 1804
- Krzyżacy, czyli zamordowanie zakonnika. Drama w 5 aktach, wyst. Warszawa 1 kwietnia 1810, (inny tytuł: Krzyżacy, czyli zamurowanie zakonnicy; autorstwo przypisuje się także A. Werowskiemu; według A.F. Kotzebue)
- Kasztelanic naprędce. Komedia w 1 akcie, wyst. Warszawa 27 grudnia 1816, (według F. A. Boieldieu: Tour de soubrette)
- Wszystkowiedz. Komedia, wyst. około 25 września 1821, rękopis: Biblioteka Narodowa, sygn. 987, (autorstwo przypisuje się także J. N. Kamińskiemu i A. Żółkowskiemu; według A.F. Kotzebue)
- "Twórco narodowej sceny..." Kantata na imieniny Wojciecha Bogusławskiego, wykonana 23 kwietnia 1822, (muzyka: J. Elsner)
- Powstanie narodu. Scena liryczna w 1 akcie, wyst. Warszawa 1 stycznia 1831, wyd. Warszawa 1831, muzyka: J. Elsner, (autorstwo przypisuje się także F. S. Dmochowskiemu)
- Landara, czyli gościnność. Komedioopera w 1 akcie, wyst. Warszawa 13 lutego 1836, muzyka: J. Damse, (autorstwo przypisuje się także J. T.S. Jasińskiemu; według E. Mazères, L.B. Picard)
- Starosta Gdyralski, szlachcic na Podolu(?), wyst. Poznań 1841.

### Wydania zbiorowe
- Dzieła dramatyczne, t. 1-4, Wrocław 1821; t. 5-10, Warszawa 1822-1823, (zobacz: Twórczość poz. 109).

### Listy i materiały
- Rękopisy w Archiwum Historycznym w Kijowie, zbiór 228: Kolekcja rękopisów z zakresu historii literatury i prawa, rejestr 1: nr 133, 153, 205.